# Escut de Panamà
L'escut de Panamà fou aprovat oficialment el 4 de juny del 1904. El disseny és obra dels germans Nicanor i Sebastián Villalaz.

## Blasonament i significació
Escut ogival, tercerejat en faixa:
- El cap, partit. Al primer quarter, d'argent, un sabre i un fusell al natural penjats, passats en sautor; originàriament volia significar que s'abandonaven les armes per posar fi a la ruïna causada per les guerres civils, però en la Constitució del 1941 es transforma en una actitud d'alerta en defensa de la sobirania nacional. Al segon quarter, de gules, un pic i una pala al natural passats en sautor, símbols del treball.
- Al centre, una representació pictòrica al natural de l'istme de Panamà amb els dos mars i el cel, el sol a la destra i la lluna a la sinistra, la lluna elevant-se en la nit i el sol amagant-se darrere el turó, marcant les sis de la tarda, hora de la separació de Colòmbia.
- La punta, també partida. Al primer quarter, d'atzur, un corn de l'abundància d'or, símbol de riquesa. Al segon quarter, d'argent, una roda alada d'or, emblema del progrés.

Com a timbre, una àguila, símbol de sobirania, mirant cap a la sinistra, sostenint amb el bec una cinta d'argent amb el lema nacional en llatí: PRO MUNDI BENEFICIO ('En benefici del món'); l'àguila, sobremuntada per nou estrelles d'or posades fent arc, en representació de les nou províncies de la república. Darrere l'escut, acoblades, dues banderes estatals a banda i banda.
L'escut descansa habitualment sobre un camper rectangular de sinople, al·lusiu a la vegetació.